# Texas Highway Patrol
Le Texas Highway Patrol (TSP) est un service du Texas Public Safety Department affecté à la sécurité des routes et autoroutes du Texas. Le TSP est moins connu que la Texas Ranger Division (notamment en raison de la série Walker, Texas Ranger).